# 社会保障

OECD各国の目的別社会的支出のGDP比

OECD各国のGDPにおける社会的支出割合（公費および私費）

社会保障（しゃかいほしょう、英: Social security schemes）とは、個人的リスクである生活上の諸問題（病気・外傷・障がい、出産、老化、死亡、失業など）について、国家・地方公共団体が各分野ごとに徴収した保険料による支え合いを基本とし、不足分を租税・公債金（国債）などを充当・所得移転させることによって、上記の諸問題から国民を保障し、医療や介護などの社会的サービス（Social benefits）を給付すること。社会保障制度（Social security system）は社会保障のための制度を指す。
社会保障という言葉は福祉と同義で使われることも多いが、公的には、社会福祉の他に公衆衛生をも含む、より広い概念である。
社会保障の有無や程度は国によって差が大きく、世界人口の約53％、約41億人は社会保障がない状態に置かれている（地域別では、ヨーロッパは80％以上カバーしているに対して、サブサハラアフリカは約13.7%しかカバーされていない。国別では、北朝鮮等の不明の国を除けば、ガイアナ・サンピエール島・ミクロン島・オーストラリア・モンゴル・ニュージーランド・シンガポール・カザフスタン・ベルギー・フィンランド・フランス・スロベニア・スウェーデンは全国民をカバーしているのに対して、ギニアビサウは約0.9%しかカバーされていない。因みに、日本は約98.0%）。社会保障制度がある国においてその目的は多くの国で共通するが、言葉の意味するところは国によって異なる。たとえばイギリスでは、Social Security（社会保障）は経済安全保障のみを指す。国際労働機関（ILO）や欧州連合（EU）などではSocial Securityに代えてSocial Protection（社会保護、社会的保護）という言葉も用い、経済協力開発機構（OECD）の統計ではSocial Expenditure（社会支出）の概念を採用するなど、国際比較や統計処理のために様々な分類を行っている。
その財源については、一般租税を原資とする方式（ベバリッジ型）と、労使折半で保険料を拠出する方式（ビスマルク型）に分かれる。後者については社会保険制度とも呼ばれる。

## 各国の財政規模・財源
| OECD平均 | 9,158.1  | 20.0 | 46.2 |
| オーストラリア | 8,571.5  | 16.7 | 45.6 |
| オーストリア | 14,900.0 | 26.9 | 55.4 |
| ベルギー | 14,567.4 | 28.9 | 55.3 |
| カナダ | 8,830.4  | 18.0 | 43.5 |
| チリ | 2,701.8  | 11.4 | ---  |
| コロンビア | 1,947.3  | 13.1 | 29.7 |
| コスタリカ | ---      | 12.2 | 34.9 |
| チェコ | 7,231.8  | 19.2 | 47.6 |
| デンマーク | 16,053.5 | 28.3 | 56.9 |
| エストニア | 5,839.2  | 17.7 | 43.8 |
| フィンランド | 14,073.0 | 29.1 | 55.1 |
| フランス | 14,078.4 | 31.0 | 55.8 |
| ドイツ | 13,448.8 | 25.9 | 57.1 |
| ギリシャ | 7,172.8  | 24.0 | 52.0 |
| ハンガリー | 5,810.5  | 18.1 | 41.9 |
| アイスランド | 8,896.8  | 17.4 | 37.3 |
| アイルランド | 11,125.0 | 13.4 | 54.5 |
| イスラエル | 6,331.1  | 16.3 | 41.1 |
| イタリア | 11,551.4 | 28.2 | 56.7 |
| 日本 | 9,153.7  | 22.3 | 57.7 |
| 韓国 | 4,143.9  | 12.2 | 33.4 |
| ラトビア | 4,534.4  | 16.4 | 40.8 |
| リトアニア | 5,185.9  | 16.7 | 46.2 |
| ルクセンブルク | 24,236.7 | 21.6 | 51.0 |
| メキシコ | 1,501.0  | 7.5  | 28.7 |
| オランダ | 9,192.7  | 16.1 | 39.1 |
| ニュージーランド | 7,710.7  | 19.4 | 48.8 |
| ノルウェー | 15,868.8 | 25.3 | 49.9 |
| ポーランド | 6,198.6  | 21.3 | 50.4 |
| ポルトガル | 7,497.9  | 22.6 | 50.0 |
| スロバキア | 5,395.3  | 17.7 | 42.1 |
| スロベニア | 7,881.0  | 21.1 | 48.8 |
| スペイン | 9,487.8  | 24.7 | 58.1 |
| スウェーデン | 13,736.8 | 25.5 | 52.9 |
| スイス | 11,432.4 | 16.7 | 49.9 |
| トルコ | 3,414.6  | 12.0 | 35.4 |
| イギリス | 9,466.3  | 20.6 | 49.8 |
| アメリカ | 10,964.3 | 18.7 | 48.5 |
| *印のある国は、違う年の値を使用している。国名の脚注にどの項目が違う年度の値であるか表記している。 特に項目を指定してない場合は、全項目である。国名に脚注してない場合は、脚注のある項目のみ違う年度の値を使用している。 |          |      |      |

社会保障給付と税・保険料負担の大きさを比較し、北欧諸国は「高福祉・高負担」、アメリカ合衆国は「低福祉・低負担」の代表例と言われている（ただしアメリカは公的支出は小さいが私的支出はOECD各国で最大であり、慈善団体の果たす役割が大きい）。
制度財源は国によって様々であり、社会保障財政を政府一般会計から分離して運営する場合には社会保障基金（Social security Funds）と呼ばれる。

### 財源
原資を雇用者または雇用主（あるいはその両者）にて供出する場合は社会保険制度（Social insurance）、ビスマルク型と呼ばれる。ドイツ、フランスなどが該当する。
それに対して、一般租税を原資として給付を行う方式をベバリッジ型と呼ぶ。スウェーデン、デンマークなどの北欧諸国や、社会保険制度のないオーストラリア、ニュージーランドなどが該当する。
| 国名 | 企業 | 中央政府 | 地方政府 | 社会保障基金 | 一般政府 計 | 家計 | 非営利団体 | 国外 |
| --- | ---- | -------- | -------- | ------------ | ----------- | ---- | ---------- | ---- |
| EU加盟諸国27カ国                                                                                        | 28.2 | 31.3     | 15.6     | 1.0          | 47.9        | 22.8 | 0.6        | 0.5  |
| マルタ                                                                                                  | 8.1  | 80.0     | 0.0      | 0.0          | 80.0        | 11.9 | 0.0        | 0.0  |
| デンマーク                                                                                              | 10.5 | 45.3     | 33.1     | 0.0          | 78.4        | 11.1 | 0.0        | 0.0  |
| フィンランド                                                                                            | 19.4 | 32.6     | 28.8     | 5.2          | 66.6        | 13.8 | 0.2        | 0.0  |
| アイルランド                                                                                            | 27.1 | 60.5     | 3.2      | 0.0          | 63.7        | 9.2  | 0.0        | 0.0  |
| スウェーデン                                                                                            | 28.3 | 21.0     | 38.9     | 2.1          | 61.9        | 9.2  | 0.5        | 0.1  |
| イタリア                                                                                                | 24.2 | 45.6     | 12.5     | 0.2          | 58.4        | 17.2 | 0.2        | 0.0  |
| キプロス                                                                                                | 25.0 | 53.2     | 0.5      | 0.0          | 53.7        | 20.2 | 1.0        | 0.0  |
| ギリシャ                                                                                                | 21.9 | 49.8     | 1.9      | 1.9          | 53.6        | 24.5 | 0.0        | 0.1  |
| ポルトガル                                                                                              | 26.5 | 52.4     | 1.1      | 0.0          | 53.5        | 16.4 | 1.6        | 2.0  |
| ルクセンブルク                                                                                          | 22.0 | 51.3     | 1.3      | 0.2          | 52.8        | 15.9 | 0.7        | 8.6  |
| ラトビア                                                                                                | 29.6 | 41.5     | 6.4      | 4.4          | 52.3        | 17.3 | 0.3        | 0.6  |
| ブルガリア                                                                                              | 23.1 | 48.7     | 3.4      | 0.1          | 52.2        | 24.4 | 0.2        | 0.1  |
| ポーランド                                                                                              | 27.7 | 45.5     | 5.4      | 0.0          | 50.9        | 21.5 | 0.0        | 0.0  |
| スペイン                                                                                                | 35.1 | 14.6     | 35.4     | 0.3          | 50.3        | 13.9 | 0.1        | 0.5  |
| ベルギー                                                                                                | 29.8 | 27.8     | 18.0     | 3.5          | 49.3        | 20.9 | 0.0        | 0.0  |
| フランス                                                                                                | 29.7 | 39.6     | 6.9      | 2.4          | 48.9        | 20.4 | 1.0        | 0.0  |
| ハンガリー                                                                                              | 25.7 | 37.8     | 3.1      | 1.8          | 42.7        | 30.3 | 0.8        | 0.5  |
| ドイツ                                                                                                  | 27.4 | 20.9     | 18.6     | 0.4          | 39.9        | 31.4 | 1.2        | 0.0  |
| リトアニア                                                                                              | 39.7 | 28.0     | 11.3     | 0.4          | 39.7        | 19.8 | 0.3        | 0.6  |
| オーストリア                                                                                            | 33.8 | 21.6     | 17.3     | 0.1          | 39.0        | 27.1 | 0.1        | 0.0  |
| ルーマニア                                                                                              | 30.8 | 33.8     | 4.9      | 0.2          | 38.9        | 29.5 | 0.4        | 0.3  |
| スロバキア                                                                                              | 36.1 | 31.3     | 6.2      | 1.3          | 38.9        | 24.2 | 0.8        | 0.0  |
| クロアチア                                                                                              | 26.9 | 33.6     | 4.4      | 0.0          | 38.0        | 34.2 | 0.0        | 0.9  |
| オランダ                                                                                                | 31.4 | 19.8     | 9.9      | 0.1          | 29.9        | 31.9 | 0.0        | 6.7  |
| スロベニア                                                                                              | 29.1 | 25.1     | 4.0      | 0.0          | 29.0        | 41.9 | 0.0        | 0.0  |
| チェコ                                                                                                  | 50.2 | 23.3     | 1.4      | 0.5          | 25.2        | 24.6 | 0.0        | 0.0  |
| エストニア                                                                                              | 76.0 | 21.2     | 1.7      | 0.1          | 23.0        | 1.0  | 0.0        | 0.0  |
| 欧州連合非加盟国9カ国                                                                                   |      |          |          |              |             |      |            |      |
| イギリス                                                                                                | 30.4 | 54.2     | 4.6      | 0.0          | 58.8        | 10.7 | 0.0        | 0.0  |
| アイスランド                                                                                            | 27.2 | 37.3     | 14.0     | 13.6         | 64.9        | 6.6  | 1.2        | 0.0  |
| ノルウェー                                                                                              | 27.2 | 36.7     | 21.2     | 0.0          | 57.9        | 14.9 | 0.0        | 0.0  |
| スイス                                                                                                  | 39.6 | 10.4     | 13.6     | 0.0          | 24.0        | 36.4 | 0.1        | 0.0  |
| トルコ                                                                                                  | 29.3 | 43.5     | 0.1      | 0.0          | 43.6        | 26.8 | 0.3        | 0.0  |
| 北マケドニア共和国                                                                                      | 3.0  | 43.4     | 0.0      | 0.0          | 43.4        | 53.6 | 0.0        | 0.0  |
| セルビア                                                                                                | 25.4 | 39.2     | 1.4      | 0.1          | 40.6        | 33.7 | 0.0        | 0.3  |
| モンテネグロ                                                                                            | 19.4 | 34.3     | 0.3      | 0.0          | 34.6        | 45.7 | 0.0        | 0.3  |
| ボスニア・ヘルツェゴビナ                                                                                | 10.3 | 0.5      | 24.1     | 0.0          | 24.6        | 64.7 | 0.0        | 0.3  |
| - 一般政府は、中央政府と地方政府及び社会保障基金の合計値である。 - 注釈が付いている国は、暫定値である。 |      |          |          |              |             |      |            |      |

## 歴史
社会保障の歴史は、経済社会の動きと密接に関係しており、社会保障の仕組みは、各国が長い歴史の中で、相互に影響を与えながら積み重ねてきたものである。19世紀から20世紀にかけては、各国で失業問題が最大の課題であり、その中から社会保障が進展してきた。また、本来、福祉とは正反対の戦争が契機となって社会保障の基礎がスタートした。21世紀の先進各国では少子高齢化と財源確保が社会保障の大きな課題である。

### 救貧法
大航海時代は、貿易を発展させ、商業の一大変革をもたらした。イギリスでは毛織物工場の設立を促し、輸出を志向するエンクロージャー（囲い込み）政策により、イギリスの農地は一斉に羊牧場へ変わっていった。農地から追い出された農民たちは都市へ流れ込み無産者（貧民）となった。1601年、イギリスではこれまでの救貧施策をまとめて救貧法を制定し、家族による支援が得られない貧困者を救済する法を制定した。この救貧法（Poor Law）は現在の公的扶助にいたる原形となるが、当時社会保障という言葉は生まれていなかった。1834年に救貧法の大改正が行われ、貧民処遇の一元化や中央集権化が図られた。新救貧法では、貧困者は救貧院に収容されて、そこで働かされることになった。救貧の水準について「自立して働いている人のうちのもっとも貧しい人の生活水準以下で救済する」という、劣等処遇の原則や院外救済の禁止、市民権の剥奪などが確立されていったが、その劣等処遇の過酷さに社会的批判が高まるようになる。

### 社会保険の誕生
産業革命により資本主義が定着していくと、資本家から失業は個人の問題であり国による貧民救済は有害との主張がなされた。一方、工場労働者たちも防貧のために、自分たちの賃金の一部を出し合って助け合う共済組合を作っていった。共済組合はイギリスでは友愛組合、ドイツでは疾病金庫などの名前で親しまれ、主に疾病と失業による雇用の中断の際の経済的保障を提供していた。これらは、共済内メンバーの所得保障等に寄与したが、一方で共済外の高齢者（退職した労働者）の貧困問題には対処できなかった。また、小規模の助け合いの仕組みでは給付水準も限られ不安定であった。
1883年、ドイツで初めて疾病保険が制定された。1884年には労災保険、1889年には年金保険が制定された。このように、社会保険制度を創設しつつ社会主義運動を弾圧する「鉄血宰相」オットー・フォン・ビスマルクの政策は「飴と鞭」の政策と呼ばれる。疾病保険は、既存の共済組合を利用したもので、経費の公費負担はなかったが、労災保険の費用は全額事業主負担だった。年金保険は30年以上保険料を払い込んだ70歳以上の高齢者に給付を行うものであり、公費負担が3分の1だった。ドイツで始まった社会保険の仕組みは、その後に世界各国で導入されるようになる。

### ベヴァリッジ報告
1929年のウォール街大暴落を契機として始まった世界恐慌により、世界各国には大量の失業者があふれ、社会不安が増大した。アメリカ合衆国大統領フランクリン・ルーズベルトがニューディール政策の一環として1935年に連邦社会保障法（Social Security Act）を制定した。社会保障という言葉はこのとき初めて使われたが、この連邦社会保障法は、老齢年金、失業保険、障害者扶助、母子衛生及び児童福祉事業等をその内容としており、必ずしも、今日使われているような社会保障を意味するものではなかった。
社会保障という言葉が、国際的に本格的に使われるようになったのは、ベヴァリッジ報告以後である。イギリスでは、第二次世界大戦中の1942年にウィリアム・ベヴァリッジが『社会保険と関連サービス』と題したベヴァリッジ報告書を提言し、その後、多くの国の社会保障の発展に大きく影響を与えることになる。この報告では、社会保険制度を中心とし、公的扶助・関連諸サービスを総合し、「ゆりかごから墓場まで」をスローガンにした社会保障計画を提唱した。戦後の社会保障の理想的体系（ナショナル・ミニマムの保証）を示したものであり、社会保険制度については均一拠出と均一給付を採用していた。

### 世界人権宣言
第二次世界大戦後、貧困が社会不安と戦争の惨禍を生んだことから、世界人権宣言は前文で「恐怖と欠乏からの自由」を、その第22条で社会保障を人権の一つとして明記した。
この項目は、1961年に採択された欧州社会憲章と1966年に採択された『経済的、社会的及び文化的権利に関する国際規約』により基本的人権である社会権の一つとして法定拘束力を与えられた。

### 社会保障の拡充
戦後期には、多くの先進国で社会保障が拡充された。
ケインズ経済学の受容によって消極国家から積極国家へと転換したことにより、財政政策を通じた市場への介入と同時に社会保障政策を通じた市民生活への介入も正統性を得た。
社会保障（たとえば公的扶助や雇用保険）の対象となる受給者が膨大であれば財政を大いに圧迫してしまうため、ケインズ主義政策による完全雇用の実現は社会保障の質的向上の必要条件である。大量生産が実現して資本主義がフォーディズム段階に至ると、労働者に単純労働を強いる代償として社会保障の拡充が容認されうる。
社会保障を通じた所得再分配は大量生産の受け皿である国内需要の拡大に寄与する。特に開放経済の諸国においては、賃上げ抑制の見返りとして、政府が社会保障を拡充する。社会保障の充実は必ずしもプラスの効果ばかりをもたらすものではなく、社会保障制度が充実するにつれて、
1. 労働供給への影響
2. 資本蓄積への影響
3. モラル・ハザード

というマイナスの効果も認識されるようになった。

### 先進諸国での社会保障の見直し
1970年代からオイルショックを契機とした先進国が低成長化によって税収が減少、社会保障の抑制の必要性がされるようになる。高齢者への無償福祉や低額福祉導入後、先進諸国における人口の急激な高齢化・少子化は社会保障の役割と規模の拡大によって社会保障費が増大し続けている。
イタリアの医療はかつて健康保険組合方式をとっていたが、基金は1970年代にほぼ破産状態となり、国民保健サービス（NHS）を手本とした租税原資による国民保健サービスに移行した。
フランスはビスマルク方式であり社会保険を主な財源としていたが、保険料の上昇を回避するために租税代替化を進めており、1991年から一般社会税（CSG）が社会保障目的税として導入された。

## 日本の社会保障

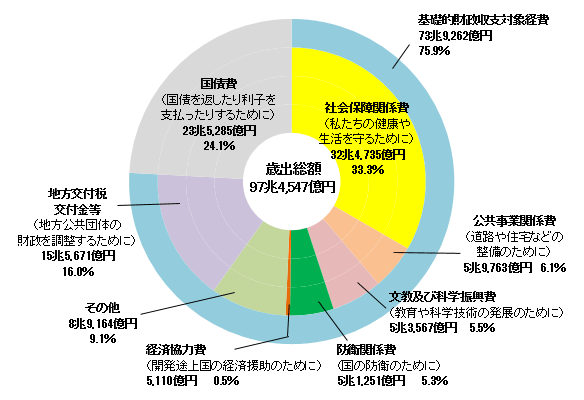
2017年度の日本の歳出

日本の社会保障は、年金・医療・介護、子ども・子育てなどの分野に分けられていて、国の一般会計歳出の約3分の1を占める最大の支出項目となっている。社会保障制度は保険料による支え合いが基本であるはずだが、その年度の保険料のみでは負担が現役世代に集中してしまうため、公債金（国債）などで補われている。この充当分の多くは国債、債権者からの資金に頼っているため、財務省は「将来世代に負担を先送りしている状況」と指摘している。

### 社会保障制度
社会保障制度審議会による1950年の『社会保障制度に関する勧告』は、社会保障制度を次のように規定している「社会保障制度とは、疾病、負傷、分娩、廃疾、死亡、老齢、失業多子その他困窮の原因に対し、保険的方法又は直接公の負担において経済保障の途を講じ、生活困窮に陥った者に対しては、国家扶助によって最低限度の生活を保障するとともに、公衆衛生及び社会福祉の向上を図り、もってすべての国民が文化的社会の成員たるに値する生活を営むことができるようにすることをいうのである。」。日本の社会保障は社会保険、公的扶助、社会福祉、公衆衛生の4つの柱と、生活安定・向上機能、所得再分配機能、経済安定機能の３つの機能からなる。1961年に実現された「国民皆保険・皆年金」は、全ての国民が公的医療保険や年金による保障を受けられるようにする制度である。この「国民皆保険・皆年金」を中核として、雇用保険、社会福祉、生活保護、介護保険などの諸制度が組み合わさって、日本の社会保障制度は構築されてきた。

### 急増を続ける社会保障費と高齢化社会
| 年度                    | 金額          | 国民所得比 |
| ----------------------- | ------------- | ---------- |
| 1980年                  | 24兆9290億円  | 12.23%     |
| 1985年                  | 35兆6894億円  | 13.70%     |
| 1990年                  | 47兆4238億円  | 13.67%     |
| 1995年                  | 64兆9918億円  | 17.10%     |
| 2000年                  | 78兆4062億円  | 20.10%     |
| 2005年                  | 88兆8529億円  | 23.89%     |
| 2010年                  | 105兆3647億円 | 28.89%     |
| 2015年                  | 116兆8133億円 | 29.75%     |
| 2019年                  | 123兆9241億円 | 30.88%     |
| 2025年 （2018年の予測） | 140兆8000億円 |            |
| 2040年 （2018年の予測） | 188兆5000億円 |            |
|                         |               |            |

社会保障給付費の対GDP比は、2018年度の21.5%（名目額121.3兆円）から、2025年度に21.7% - 21.8%（同140.2兆円 - 140.6兆円）となる。その後15年間で2.1% - 2.2%ポイント上昇し、2040年度には23.8% - 24.0%（同188.2兆円 - 190.0兆円）となる。

社会保障給付費(厚生労働白書)

社会保障負担の対GDP比は、2018年度の20.8%（名目額117.2兆円）から、2025年度に21.5% - 21.6%（同139.0兆円 - 139.4兆円）となり、2040年度は23.5% - 23.7%（同185.6兆円 - 187.3兆円）へと上昇する。その内訳をみると、保険料負担は2018年度の12.4%（同70.2兆円）から、2025年度に12.6%（同81.2兆円 - 81.4兆円）となり、2040年度には13.4% - 13.5%（同106.1兆円 - 107.0兆円）へと上昇、公費負担は2018年度の8.3%（同46.9兆円）から、2025年度に9.0%（同57.8兆円 - 58.0兆円）となり、2040年度には10.1% - 10.2%（同79.5兆円 - 80.3兆円）へと上昇する。（「2040年を見据えた社会保障の将来見通し（議論の素材）」（2018年5月厚生労働省推計）の「計画ベース・経済ベースラインケースによる」のケースによる）。

### 国の財政上の負担
このような社会保障負担は、多くを保険料によって賄っているが、国庫（国税）による負担も増大が続いている。国の一般会計予算を見ると、バブル経済末期の平成2年度（1990年度）においては、歳出予算総額66.2兆円のうち、社会保障関係費は11.6兆円（17.5％）であったのに対し、令和4年度（2022年度）では、歳出予算総額107.6兆円のうち、社会保障関係費が36.3兆円（33.7%）にまで増加している。そして、この約30年の間で、国の歳出予算全体は約40兆円増加しているが、その大部分は社会保障関係費と、国債（公債金）の償還である。他方で、他の事業経費（公共事業、教育・科学技術、防衛、その他）の総額は、過去約30年間、ほとんど増えておらず、令和4年度予算で見ても計約26.2兆円と、社会保障関係費単独の額を大きく下回る水準となっている。これらのことからは、増大する社会保障関係費を賄うために借金を繰り返し、その借金返済がさらに財政を圧迫するという負のサイクルに陥っていることが見てとれる。
一方で、「消費税を増税しても、社会保障給付は増えておらず、むしろ、下がっている」として、これを問題視する言説も見られるが、「個々人に対する給付水準の議論」と、「社会保障給付全体・総額の議論」を分けての整理が必要である。高齢者人口・割合が増大する日本社会において、「社会保障給付全体・総額」の増大は顕著であり、そのような中で、社会保障制度を持続可能なものとするために、「負担（保険料、税金）」と「（個々人に対する）給付」の各水準・方式をどのように設定すべきかの各論点があるという関係にある（社会保障の負担及び給付について、従来と同様の水準を維持することの困難性は、自公連立政権のみならず、民主党時代でも一貫してきた共通認識と理解されるが、シルバー民主主義などとも言われる世論のもとで表立って主張しにくい状況が続いている。）。

### 社会保障の給付と負担の現状
消費税は社会保障に使われていないという見方がある。
消費税法第１条第２項に、消費税の収入は地方交付税と社会保障給付と少子化対策に充てるものとすると定められている。 厚生労働省の「社会保障の給付と負担の現状」の資料によれば、2025年予算ベースで社会保障給付費は年金や医療、福祉その他で約141兆円である。一方負担は、保険料が約82兆円、公費が約55兆となっている。公費は国債や税であり、公費の国分約38兆円は国の一般会計の社会保障関係費がこれにあたる。

消費税収は約25兆円であり、消費税収を丸ごと社会保障関係費にあてても、公費の国分約38兆円には足りない状況である。

### 左派ポピュリズムから始まった低負担高福祉の社会保障問題
日本では、前年に初の財政赤字であった1975年から消費税導入が検討されていたものの、与党・野党間の単なる政争に利用されて、1993年に自民党が誕生後初の下野となった細川内閣も自民党による消費税導入を批判していたものの、与党となると財源が足りないことを理解し、国民福祉税を構想・提案している。2009年に民主党政権が誕生すると、民主党も税収不足を与党として把握すると野党時代に反対していた消費税増税を決め、2012年に消費税法改正において社会保障と少子化対策・財政赤字対策に消費税増税を与野党合意、後に実行されている。このように日本では消費税導入・増税の反対が、単なる支持集めの道具とされてきて、バブル経済など景気が良かった時期に消費税が導入されず、財政赤字が右肩上がりになっていた。そもそも日本が社会保障による慢性的な財政赤字に陥る最大要因となったのは1969年12月21日に 日本社会党と日本共産党、左派団体の支援を受けて東京都知事に当選した美濃部亮吉が増税など支給に対する財源の負担を求めずに高齢者の医療費負担の全額無償化を行ったことからだった。これ以降、高齢者の医療費無償を求める左派ポピュリズム運動が起きて、左派組織の支援を受けた候補が当選が増加する。NHKも1960年代 - 1970年代に日本で蔓延した左派ポピュリズムによる「“老人医療費無料化”がもたらしたもの」という特集を組んで批判している。1973年1月1日に第33回衆議院議員総選挙での敗北と左派政党の増進への危機感から、財源と財政から継続不可と反対のあったが、内閣総理大臣田中角栄の主導で、70歳以上の老人医療費の無料化が実施された。高齢者の無償のための医療費負担は、国が3分の2で地方自治体が3分の1を負担することになった。NHKも「社会の激動期、老人医療費無料化が一人歩きを始めます。東京の美濃部知事など革新自治体が全国に誕生。老人医療費無料化という政策は、支持を集めるための格好の材料となっていきます。そうした国民の声に押されて、国も1973年、国策として無料化を決断した」と報道している。社会保障の両輪であった予防と健康管理が置き去りにされたことで、この政策は、医療を必要としない高齢者が病院に入院するなど、社会的入院・コンビニ受診の問題を引き起こし、高齢者医療費の増大を招いたと指摘している。7月 に美濃部都知事は国の無償制度の対象外だった、都内の65歳以上70歳未満の医療費も無料化する「マル福」制度を開始する。さらに、高齢者の東京都交通局が運営する運賃無料化というバラマキ政策や多額の税収を産んでいた公営ギャンブルである後楽園競輪場を1972年10月26日から廃止していた上に東京都は増税せずにバラマキをするポピュリズム政策の連発で東京都は財政赤字に陥る。1974年、前年の1973年10月に発生した第1次石油危機で高度経済成長が終了して、日本は戦後初のマイナス成長と増税なしの高齢者医療費無償という過剰な高福祉の社会保障支出で大幅な歳入不足の財政赤字になり、以降は赤字国債を発行することになる。1975年12月に歳入不足のため、補正予算にて財政法で禁じている赤字国債を2兆3000億円分発行する。のちに内閣総理大臣となる当時の大平正芳大蔵大臣は「子孫に赤字国債のツケを回すようなことがあってはならない」と決意する。首相就任後は何度も消費税の導入を図るが、1980年に選挙運動中に死亡する。以降も消費税を訴える度に反対する野党に自民党は敗北したため、1989年まで導入されずに増大する高齢者への社会保障支出のためにその後の日本の国債依存財政が始まる。1979年に第35回総選挙において大平正芳首相が一般消費税（税率5%）の導入を打ち出すが、自民党が過半数割れに追い込まれる大敗を喫する。1987年に中曽根康弘首相は「大型間接税」ほどの包括性をもたない「新型間接税」であるとして売上税法案（税率5%）を国会提出。しかし、第11回統一地方選挙で自民党が敗北したため、廃案で与野党合意。1988年に導入論議から約20年後の竹下内閣時に消費税法が成立。12月30日公布
。1989年4月1日に消費税法施行 税率3%で導入された。1994年2月 細川内閣にて細川護煕首相が、消費税を廃止して税率7%の目的税「国民福祉税」を導入する構想を発表するが、担当となる閣僚を含めた政権要人からも反対論が上がり、即日白紙撤回。11月25日に村山内閣で3年後の1997年、に消費税等の増税（3%から5%に増税、うち地方消費税1%導入）のための税制改革関連法案を成立。1997年に村山富市首相が成立させた法案に基づき、第2次橋本内閣が実施した。
2019年度の日本の社会保障費は歳出の33.6%を占め、約35兆8421億円が支出されている。社会保障費の内訳では、高齢者関係給付が圧倒的多数を占め、逆に児童・育児家庭分野などの割合が低い。日本は世界の全世代型福祉国家と比べて、社会保険制度など現役世代に大きく重い負担させて高齢者にのみ年金、医療費、介護費への手厚く多額の社会保障費が支出されている。ここ数年は保育所など子育て世代への割合を増やしているが、社会に必要な子育て世代よりも高齢者世代に対してアンバランスな税金分配されてきたことが少子高齢化の原因になっている。